# FIFA-Klub-Weltmeisterschaft 2022
Die FIFA-Klub-Weltmeisterschaft 2022 (englisch FIFA Club World Cup 2022) war die 19. Austragung dieses weltweiten Fußballwettbewerbs für Vereinsmannschaften. Er fand zum dritten Mal nach 2013 und 2014 in Marokko statt, das am 16. Dezember 2022 von der FIFA den Zuschlag erhielt.

## Modus
Gegenüber dem seit 2007 geltenden Austragungsmodus gab es keine Änderungen. Das Turnier wurde wie gehabt mit sieben Teilnehmern ausgetragen. Neben den sechs Siegern der kontinentalen Meisterwettbewerbe auf Klubebene aus Asien (AFC), Afrika (CAF), der Karibik, Nord- und Zentralamerika (CONCACAF), Südamerika (CONMEBOL), Europa (UEFA) und Ozeanien (OFC) war der Meister aus der Liga des Gastgeberlandes (in diesem Fall Wydad Casablanca aus Marokko) qualifiziert. Da Wydad Casablanca jedoch auch die CAF Champions League gewonnen hatte, war stattdessen mit al Ahly FC der Finalgegner qualifiziert. Al Ahly bestritt zunächst ein Ausscheidungsspiel gegen den Sieger der OFC Champions League. Der Sieger dieser Begegnung spielte mit den Vertretern Afrikas, Asiens und der CONCACAF zwei Teilnehmer am Halbfinale aus. Für dieses waren die Teilnehmer aus Europa und Südamerika bereits gesetzt und bestreiten daher jeweils nur zwei Spiele. Ein Spiel um den fünften Platz fand dieses Jahr nicht statt. Gespielt wurde im K.-o.-System.

## Spielorte
Die Partien wurden in den zwei Stadien Grand Stade de Tanger in Tanger und Stade Moulay Abdallah in Rabat ausgetragen.
| Tanger |

| Rabat |

| Tanger |

| Rabat |

## Teilnehmer
Teilnehmer sind die Sieger der folgenden Wettbewerbe:
| al-Hilal |

| Wydad Casablanca |

| Seattle Sounders |

| Flamengo Rio de Janeiro |

| Auckland City FC |

| Real Madrid |

| Al Ahly SC |

| al-Hilal |

| Wydad Casablanca |

| Seattle Sounders |

| Flamengo Rio de Janeiro |

| Auckland City FC |

| Real Madrid |

| Al Ahly SC |

Jede teilnehmende Mannschaft durfte einen Kader mit 23 Spielern nominieren.

## Das Turnier im Überblick
Die Auslosung des Turniers fand am 13. Januar 2023 in der Mohammed VI Football Academy in Salé statt.
| Spiel              | Datum       | Ortszeit (=MEZ) | Stadion               | Mannschaft 1            | Ergebnis                        | Mannschaft 2            |
| ------------------ | ----------- | --------------- | --------------------- | ----------------------- | ------------------------------- | ----------------------- |
| Ausscheidungsspiel | 1. Februar  | 20:00 Uhr       | Grand Stade de Tanger | al Ahly SC              | 3:0 (1:0)                       | Auckland City FC        |
| Viertelfinale 1    | 4. Februar  | 15:30 Uhr       | Stade Moulay Abdallah | Wydad Casablanca        | 1:1 n. V. (1:1, 0:0), 3:5 i. E. | al-Hilal                |
| Viertelfinale 2    | 4. Februar  | 18:00 Uhr       | Grand Stade de Tanger | Seattle Sounders        | 0:1 (0:0)                       | al Ahly SC              |
| Halbfinale 1       | 7. Februar  | 20:00 Uhr       | Grand Stade de Tanger | Flamengo Rio de Janeiro | 2:3 (1:2)                       | al-Hilal                |
| Halbfinale 2       | 8. Februar  | 20:00 Uhr       | Stade Moulay Abdallah | al Ahly SC              | 1:4 (0:1)                       | Real Madrid             |
| Spiel um Platz 3   | 11. Februar | 16:30 Uhr       | Grand Stade de Tanger | al Ahly SC              | 2:4 (1:1)                       | Flamengo Rio de Janeiro |

### Finale
| Real Madrid                                                    | Real Madrid | al-Hilal | al-Hilal |
| -------------------------------------------------------------- | --- | --- | -------- |
| Real Madrid                                                    | \| 11. Februar 2023 um 20:00 Uhr in Rabat (Stade Moulay Abdallah) \| \| Ergebnis: 5:3 (2:1) \| \| Schiedsrichter: Anthony Taylor ( England) \| | \| 11. Februar 2023 um 20:00 Uhr in Rabat (Stade Moulay Abdallah) \| \| Ergebnis: 5:3 (2:1) \| \| Schiedsrichter: Anthony Taylor ( England) \| | al-Hilal |
| Real Madrid                                                    | Andrij Lunin – Dani Carvajal (79. Jesús Vallejo), Antonio Rüdiger, David Alaba, Eduardo Camavinga – Aurélien Tchouaméni (62. Dani Ceballos), Luka Modrić (74. Nacho), Toni Kroos (74. Marco Asensio) – Federico Valverde, Karim Benzema (62. Rodrygo), Vinícius Júnior Cheftrainer: Carlo Ancelotti ( Italien) | Abdullah al-Mayouf – Saud Abdulhamid, Jang Hyun-soo, Ali al-Bulaihi, Khalifah al-Dawsari – Mohamed Kanno, Gustavo Cuéllar, André Carrillo (74. Nasser al-Dawsari), Luciano Vietto (86. Odion Ighalo), Salem al-Dawsari (74. Michael) – Moussa Marega (86. Abdullah al-Hamdan) Cheftrainer: Ramón Díaz ( Argentinien) | al-Hilal |
| Real Madrid                                                    | 1:0 Vinícius Júnior (13.) 2:0 Federico Valverde (18.) 3:1 Karim Benzema (54.) 4:1 Federico Valverde (58.) 5:2 Vinícius Júnior (69.) | 2:1 Moussa Marega (26.) 4:2 Luciano Vietto (63.) 5:3 Luciano Vietto (79.) | al-Hilal |
| Real Madrid                                                    | Spieler des Spiels: Vinícius Júnior | | al-Hilal |
| 11. Februar 2023 um 20:00 Uhr in Rabat (Stade Moulay Abdallah) | | |          |
| Ergebnis: 5:3 (2:1)                                            | | |          |
| Schiedsrichter: Anthony Taylor ( England)                      | | |          |

### Kader von Real Madrid
Folgende Spieler standen im 23-Mann-Kader von Real Madrid:
| 1.          | Real Madrid |
| Real Madrid | - Tor: Lucas Cañizares (0 Spiele / 0 Tore), Luis López (-), Andrij Lunin (2/0) - Abwehr: David Alaba (2/0), Dani Carvajal (1/0), Éder Militão (-), Nacho (2/0), Álvaro Odriozola (1/0), Antonio Rüdiger (2/0), Jesús Vallejo (1/0) - Mittelfeld: Sergio Arribas (1/1), Eduardo Camavinga (2/0), Dani Ceballos (2/0), Toni Kroos (2/0), Mario Martín (-), Luka Modrić (2/0), Aurélien Tchouaméni (2/0), Federico Valverde (2/3) - Sturm: Marco Asensio (1/0), Karim Benzema (1/1), Mariano (1/0), Rodrygo (2/1), Vinícius Júnior (2/3) - Cheftrainer: Carlo Ancelotti |

## Schiedsrichter
Für die Leitung der Spiele bei der Klub-Weltmeisterschaft berief die FIFA insgesamt sechs Schiedsrichter sowie zwölf Schiedsrichterassistenten. Für den Einsatz des Videobeweises wurde darüber hinaus insgesamt acht Videoschiedsrichter nominiert. Beim Turnier wird erstmalig erprobt, nach Einsatz des Videobeweises den Hauptschiedsrichter über sein Headset dem Stadionpublikum die Hintergründe seiner Entscheidung erläutern zu lassen. Im Eröffnungsspiel wurde der Chinese Ma Ning zum ersten Schiedsrichter der Fußballgeschichte, der von dieser Möglichkeit Gebrauch machte.
| Verband  | Schiedsrichter   | Assistenten                    | Videoschiedsrichter                                      |
| -------- | ---------------- | ------------------------------ | -------------------------------------------------------- |
| AFC      | Ma Ning          | Zhou Fei Zhang Cheng           | Fu Ming                                                  |
| CAF      | Mustapha Ghorbal | Mokrane Gourari Khalil Hassani | Rédouane Jiyed                                           |
| CONCACAF | Iván Barton      | David Morán Kathryn Nesbitt    | Fernando Guerrero                                        |
| CONMEBOL | Andrés Matonte   | Nicolás Tarán Martín Soppi     | Juan Soto Nicolás Gallo                                  |
| UEFA     | István Kovács    | Vasile Marinescu Mihai Artene  | Juan Martínez Munuera Massimiliano Irrati Jérôme Brisard |
| UEFA     | Anthony Taylor   | Gary Beswick Adam Nunn         | Juan Martínez Munuera Massimiliano Irrati Jérôme Brisard |

## Statistik
| Rang | Klub                    |
| ---- | ----------------------- |
| 1    | Real Madrid             |
| 2    | al-Hilal                |
| 3    | Flamengo Rio de Janeiro |
| 4    | al Ahly SC              |
| 5    | Wydad Casablanca        |
| 6    | Seattle Sounders        |
| 7    | Auckland City FC        |

| Rang | Spieler           | Klub                    | Tore |
| ---- | ----------------- | ----------------------- | ---- |
| 1    | Pedro             | Flamengo Rio de Janeiro | 4    |
| 2    | Federico Valverde | Real Madrid             | 3    |
|      | Vinícius Júnior   | Real Madrid             | 3    |
|      | Luciano Vietto    | al-Hilal                | 3    |
| 5    | Salem al-Dawsari  | al-Hilal                | 2    |
|      | Ahmed Abdel Kader | al Ahly SC              | 2    |
|      | Gabriel Barbosa   | Flamengo Rio de Janeiro | 2    |
| 8    | Ayoub El Amloud   | Wydad Casablanca        | 1    |
|      | Sergio Arribas    | Real Madrid             | 1    |
|      | Karim Benzema     | Real Madrid             | 1    |
|      | Mohamed Kanno     | al-Hilal                | 1    |
|      | Ali Maâloul       | al Ahly SC              | 1    |
|      | Moussa Marega     | al Hilal                | 1    |
|      | Mohamed Magdy     | al Ahly SC              | 1    |
|      | Rodrygo           | Real Madrid             | 1    |
|      | Hussein El Shahat | al Ahly SC              | 1    |
|      | Mohamed Sherif    | al Ahly SC              | 1    |
|      | Percy Tau         | al Ahly SC              | 1    |